# Copablepharon serrata
Copablepharon serrata là một loài bướm đêm trong họ Noctuidae.